# Josefa Martínez de Arizala y Luna
Josefa Martínez de Arizala y Luna (?, ? - Torrelaguna, 31 de gener de 1867) va ser una aristòcrata i mestressa de casa espanyola, cantant i pianista afeccionada que va actuar en cercles filharmònics privats de Madrid, mare de l'actriu Elena Sanz.
Era filla de José Martínez de Arizala, tinent coronel de l'exèrcit. Estava emparentada amb el marquès de Cabra. Va rebre una notable educació, més tard el seu pare la va orientar a l'estudi de la música, per la qual Martínez de Arizala sentia una gran afició. Va cursar estudis al Conservatori de Madrid amb Francesco Piermarini i Baltasar Saldoni, i va esdevenir una de les deixebles més destacades. La seva veu era de mezzosoprano i pel seu talent va gaudir de força fama en els cercles filharmònics de Madrid, no només amb el cant, sinó també com a pianista.
Va casar-se amb el funcionari Manuel Sanz y Carbonell. Dedicada a la família, el matrimoni, que no va gaudir de gaires recursos econòmics i va tenir dues filles, Elena i Dolores. La primera, nascuda a Castelló de la Plana el 1844, va ser una cantant d'òpera, que es va fer coneguda com a amant del rei Alfons XII. Segons Saldoni, Martínez de Arizala va donar lliçons de música a la seva filla. Hom afirma que Elena era fruit d'una relació extramatrimonial i en realitat era filla del duc de Sesto, que va afavorir-la des de la infantesa.
Va morir a Torrelaguna el 31 de gener de 1867.